# باك فارمر
باك فارمر (بالإنجليزية: Buck Farmer)‏ هو لاعب كرة قاعدة أمريكي، ولد في 20 فبراير 1991 في كونيرز في الولايات المتحدة.

## وصلات خارجية
- باك فارمر على موقع دوري كرة القاعدة الرئيسي (الإنجليزية)
- باك فارمر على موقعبيزبول رفرنس.كوم (الدوري الرئيسي) (الإنجليزية)
- باك فارمر على موقعبيزبول رفرنس.كوم (الدوري الثانوي) (الإنجليزية)
- باك فارمر على موقع إي إس بي إن.كوم (أم.أل.بي) (الإنجليزية)
- باك فارمر على موقع مشجعي الرسوم البيانية (الإنجليزية)